# Письменники про письменників
«Письменники про письменників» (рос. Писатели о писателях) — російськомовна книжкова серія, яка виходила у московському видавництві «Книга» упродовж 1984—1991.
У межах серії публікувались художні біографії видатних майстрів слова XVIII, XIX та XX століть, написаних відомими радянськими та зарубіжними вченими та літераторами.
Серія видавалася у трьох варіантах оформлення та двох форматах — 60×90/16 (145×215 мм) та 84×108/32 (130×200 мм).
Загалом у серії побачила світ 31 книга (без урахування перевидань).
Тиражі видань були масовими (100—200 тис.), проте для колекціонерів цікавий основний авторський варіант оформлення, що порівняно рідко зустрічається, — з твердими обкладинками в коленкорі, — з кольоровими ілюстраціями на першій і четвертій сторінках, ілюстраціями на фронтиспісах, титулі та в тексті. Основний тираж виходив з обкладинками у бумвінілі — у спрощеному оформленні — найчастіше без ілюстрацій на обкладинках та фронтиспісах. Логотипи були представлені у всіх варіантах оформлення — на перших сторінках обкладинок (у вигляді графічної композиції з книжкових фоліантів та атрибутів письменства — з назвою серії знизу).
Художнє оформлення вирізняв високий професіоналізм, дизайн ілюстративних рядів вирізнявся органічним поєднанням із текстами.
Різнобій в оформленні серії (окремі книги виходили частиною тиражу навіть у м'яких обкладинках, не завжди фронтиспіси друкувалися з ілюстраціями) пояснювався дефіцитом палітурних та інших поліграфічних матеріалів.
Громадська редколегія серії (станом на 1991 рік): Є. Ю. Генієва, Д. О. Гранін, О. М. Звєрєв, Ю. В. Манн, Е. В. Переслегіна, Г. Є. Померанцева, А. М. Турков.
Розробка серійного оформлення: Б. В. Трофімов, А. Т. Троянкер, М. О. Ящук.

## Випуски серії

### 1984
| № | Герої             | Книга                                                               |
| - | ----------------- | ------------------------------------------------------------------- |
| 1 | Джек Лондон       | Стоун І. Моряк у сідлі. 272 с. 215 000 прим.                        |
| 2 | Михайло Лермонтов | Марченко А. М. Із подорожною за казенною потребою. 335 с. ??? прим. |
| 3 | Олександр Пушкін  | Тинянов Ю. М. Пушкін. 432 с. 200 000 прим.                          |

### 1985
| № | Герої                 | Книга                                                                |
| - | --------------------- | -------------------------------------------------------------------- |
| 4 | П'єр Бомарше          | Грандель Ф. Бомарше. 400 с. 100 000 прим.                            |
| 5 | Вільям Текерей        | Форстер М. Нотатки вікторіанського джентльмена. 368 с. 100 000 прим. |
| 6 | Роберт Луїс Стівенсон | Олдінгтон Р. Стівенсон. 272 с. 100 000 прим.                         |
| 7 | Іван Крилов           | Гордін М. А. Життя Івана Крилова. 288 с. 200 000 прим.               |
| 8 | Денис Фонвізін        | Рассадін С. Б. Сатири сміливий володар. 268 с. 200 000 прим.         |

### 1986
| №  | Герої                                             | Книга |
| -- | ------------------------------------------------- | --- |
| 9  | Віктор ТепляковОлександр БаласоглоЯків Полонський | Тхоржевський С. С. Портрети пером. 352 с. 100 000 прим. |
| 10 | Всеволод Гаршин                                   | Порудоминський В. І. Сумний солдат. 288 с. 200 000 прим. |
| 11 | Готгольд Ефраїм Лессінг Жан-Поль Фрідріх Ріхтер   | Менцель Г. Роки у Вольфенбюттелі. де Бройн Г. Життя Жана-Поля Фрідріха Ріхтера. 344 с. 50 000 прим.                                                               |
| 12 | Джонатан Свіфт                                    | Левідов М. Ю. Подорож до деяких віддалених країн думки та почуттів Джонатана Свіфта, спочатку дослідника, а згодом воїна у декількох битвах. 288 с. 100 000 прим. |

### 1987
| №  | Герої                       | Книга                                                        |
| -- | --------------------------- | ------------------------------------------------------------ |
| 13 | Микола Карамзін             | Лотман Ю. М. Створення Карамзіна. 336 с. 200 000 прим.       |
| 14 | Ахундов Мірза Фаталі        | Гусейнов Ч. Г. Фатальний Фаталі. 352 с. 100 000 прим.        |
| 15 | Олександр Пушкін            | Щоголєв П. Є. Дуель і смерть Пушкіна. 576 с. 200 000 прим.   |
| 16 | Лі БоОмар ХаямФрансуа Війон | Варжапетян В. В. Мандрівник зі свічкою. 304 с. 100 000 прим. |

### 1988
| №  | Герої                                                     | Книга |
| -- | --------------------------------------------------------- | --- |
| 17 | Юрій Тинянов                                              | Каверін В. О., Новиков В. І. Нове бачення. 320 с. 75 000 прим. ISBN 5-212-00061-0                                                                 |
| 18 | Марина Цвєтаєва                                           | Бєлкіна М. Й. Схрещення доль. 464 с. 100 000 прим. ISBN 5-212-00077-7.                                                                            |
| 19 | Михайло Салтиков-Щедрін                                   | Турков А. М. Ваш суворий товариш. 320 с. 100 000 прим. ISBN 5-212-00022-X.                                                                        |
| 20 | Жан РасінНікола Ретіф де ла Бретонн                       | Моріак Ф. Життя Жана Расіна. де Нерваль Ж. Сповідь Нікола. 444 с. 100 000 прим. ISBN 5-212-00023-В.                                               |
| 21 | Михайло Булгаков                                          | Чудакова М. О. Життєпис Михайла Булгакова. 496 с. 50 000 прим. ISBN 5-212-00078-5. - 2-е вид., доп. 1989. 672 с. 90 000 прим. ISBN 5-212-00075-0. |
| 22 | Гаврило Державін                                          | Ходасевич В. Ф. Державін. 328 с. 100 000 прим. ISBN 5-212-00076-9.                                                                                |
| 23 | Олексій ПисемськийПавло Мельников-ПечерськийМикола Лєсков | Аннінський Л. О. Троє єретиків. 352 с. 100 000 прим. ISBN 5-212-00024-6.                                                                          |

### 1989
| №  | Герої                          | Книга |
| -- | ------------------------------ | --- |
| 24 | Олександр Сухово-Кобилін       | Рассадін С. Б. Геній та злодійство, або справа Сухово-Кобиліна. 352 с. 200 000 прим. ISBN 5-212-00118-8. |
| 25 | Артур Конан Дойл               | Карр Д. Д., Пірсон Г. Артур Конан Дойл. 320 с. 100 000 прим. ISBN 5-212-00116-1.                         |
| 26 | Гліб УспенськийВасиль Головнін | Давидов Ю. В. Вечори в Колмово. І перед поглядом твоїм…. 334 с. 200 000 прим. ISBN 5-212-00113-7.        |
| 27 | Герберт Веллс                  | Кагарлицький Ю. Й. Вдивляючись у майбутнє. 352 с. 200 000 прим. ISBN 5-212-00114-5.                      |

### 1990
| №  | Герої              | Книга                                                               |
| -- | ------------------ | ------------------------------------------------------------------- |
| 28 | Євген Баратинський | Пєсков О. М. Баратинський. 384 с. 100 000 прим. ISBN 5-212-00115-3. |

### 1991
| №  | Герої                | Книга                                                                             |
| -- | -------------------- | --------------------------------------------------------------------------------- |
| 29 | Вільям Фолкнер       | Анастасьєв М. А. Володілець Йокнапатофи. 416 с. 100 000 прим. ISBN 5-212-00503-5. |
| 30 | Володимир Одоєвський | Тур'ян М. А. Дивна моя доля. 400 с. 100 000 прим. ISBN 5-212-00457-8.             |
| 31 | Федір Достоєвський   | Волгін І. Л. Народитися в Росії. 608 с. 95 000 прим. ISBN 5-212-00250-8.          |